# Concaveplana hamulusa
Concaveplana hamulusa är en insektsart som beskrevs av Li och Chen 1999. Concaveplana hamulusa ingår i släktet Concaveplana och familjen dvärgstritar. Inga underarter finns listade i Catalogue of Life.